# 馬丁斯堡鎮區 (明尼蘇達州倫維爾縣)
馬丁斯堡鎮區（英語：Martinsburg Township）是位於美國明尼蘇達州倫維爾縣的一個行政鎮區。

## 歷史
馬丁斯堡鎮區於1878年成立，得名自一縣政府官員的兒子馬丁·格魯蒙斯（Martin Grummons）。

## 地方資料
馬丁斯堡鎮區的面積為94.51平方千米，皆為陸地。根據2020年美國人口普查的數據，當地共有人口157人，而人口密度為每平方千米1.66人。